# Chris Forcier
Christopher Forcier (San Diego, 24 ottobre 1988) è un giocatore di football americano statunitense, che gioca come quarterback per i Kotka Eagles..
Dopo aver giocato per la squadra universitaria dei Furman Paladins ha tentato l'accesso in NFL partecipando alla preseason dei New York Jets e dei Jacksonville Jaguars. Non essendo stato selezionato per far parte del roster di queste squadre si è trasferito in Europa andando a giocare per gli italiani Rhinos Milano. Al termine della stagione con i Rhinos ha lasciato il football giocato, diventando allenatore. Torna in campo nel 2018 nel campionato ceco con i Pardubice Stallions, per passare poi ai polacchi Panthers Wrocław e nel 2020 ai finlandesi Helsinki Wolverines (dopo non aver potuto giocare in Germania con gli Ingolstadt Dukes a causa della pandemia di COVID-19). Firma con i Kotka Eagles nel 2022.
Anche i suoi fratelli Tate e Jason hanno giocato come quarterback.

## Palmarès
- 1 LFA1 (2019)